# 素人特工
《素人特工》 是一部由袁錦麟執導的中國動作冒險喜劇片，主要演員有王大陸、張榕容、蜜拉·喬娃維琪、許魏洲和劉美彤等。電影於2019年7月12日在中國大陸正式上映。

## 劇情
跑酷愛好者趙風，意外地捲入一場國際犯罪交易。後來，他遇到了刑警淼淼、發明家丁山和醫生LV，四個人組成菜鳥特工隊，在國際特工Bruce的帶領下，一起對抗犯罪組織，並展開一場華麗大冒險。

## 演員
- 王大陸 飾演跑酷達人趙風，樂天陽光，活力四射，總能巧妙化解難題的小隊長
- 張榕容 飾演廢柴刑警淼淼，中二女俠，辣手警花，各項技能滿格的武力擔當
- 蜜拉·喬娃維琪 飾演國際特工Bruce，沉著睿智，經驗老到，實力超一流的團隊領導者
- 許魏洲 飾演民間發明家丁山，創意天才，腦洞擔當，靠奇思妙想成為最強後盾
- 劉美彤 飾演待業醫生LV，精靈少女，呆萌可愛，關鍵時刻挺身守護大家

## 製作
《素人特工》於2016年向廣電總局備案，於2017年2月上旬廣電總局劇本立項同意拍攝，於2017年9月開拍，耗時四個多月時間拍攝，於2018年1月23日殺青。導演袁錦麟表示，他想把動作電影變得更年輕，更有趣，更有活力，更國際化，所以他打造了《素人特工》。故事背景發生在匈牙利的首都布達佩斯，拍攝的景點有匈牙利的國家歌劇院，自由橋，蓋勒特山，瓦茨街和自由廣場等。

## 發行
2018年4月25日，導演袁錦麟在第十六屆全國院線國產影片推介會上, 宣布《素人特工》定檔於2018年12月21日。
2018年8月8日，官網發布了兩組電影海報，並公佈了演員們的機密檔案。

## 外部連結
- 豆瓣电影上《素人特工》的資料 （简体中文）
- 时光网上《素人特工》的資料（简体中文）
- 互联网电影数据库（IMDb）上《素人特工》的资料（英文）